# Riachão-gyűrű
A Riachão-gyűrű egy feltételezett becsapódási kráter Brazíliában, Riachão településtől északnyugatra mintegy 50 km-re. A gyűrűs szerkezetű gyűrődés átmérője körülbelül 4,5 km. 200 millió évesnél fiatalabb képződmény, de pontos kora nem ismert. A kőzetanyag, amelyben a kráter található, nagyjából a triász–jura határon képződött, tehát a becsapódásnak ez után kellett bekövetkezni. Viszonylag kis méretű kráter, bár a jól ismert Barringer-kráternél majdnem négyszer nagyobb.
A Serra da Cangalha-kráter testvére, amelyhez időben és térben is nagyon közel áll.

## Lásd még
- becsapódási kráter
- dél-amerikai becsapódási kráterek listája